# Nujol
Nujol ist eine farblose, ölige Flüssigkeit. Als Vertreter der Paraffinöle ist es ein Gemisch aus langkettigen Alkanen.
Eine wichtige Anwendung findet Nujol als Suspensionsmittel in der Infrarot-Spektroskopie. Aufgrund seiner folgenden Eigenschaften ist es dazu gut geeignet:
- Als schweres Paraffinöl ist Nujol unter Normalbedingungen gegen viele Stoffe chemisch inert. Gegenüber reaktiven Substanzen bildet es zudem eine Schutzschicht und verhindert deren Zerfall während des Messvorgangs.

- Nujol weist ein relativ einfaches Absorptionsspektrum im Infraroten auf. Seine Banden liegen zwischen 2950 und 2750(s), 1465–1450(m), 1380–1370(m) und 620(w) cm−1 (Wellenzahlen), die durch CH2- und CH3-Schwingungen verursacht werden. Die Banden überlagern meist nicht die charakteristischen Banden der Prüfsubstanz.

- Transparente, homogene Emulsionen aus Nujol und Feststoffen lassen sich durch Verreibung der Substanz in Nujol herstellen. Bei der Erzeugung von Nujol-Verreibungen ist eine Übersättigung des IR-Spektrums durch Nujol zu vermeiden, da das Spektrum der Substanz verfälscht wiedergegeben werden kann. Übersättigung tritt besonders bei hohen Nujol-Anteilen auf (> 100:1).

Der Brechungsindex von Nujol liegt bei: {\displaystyle n_{D}^{20}=1{,}48}.